# Linköpings stadsbussar

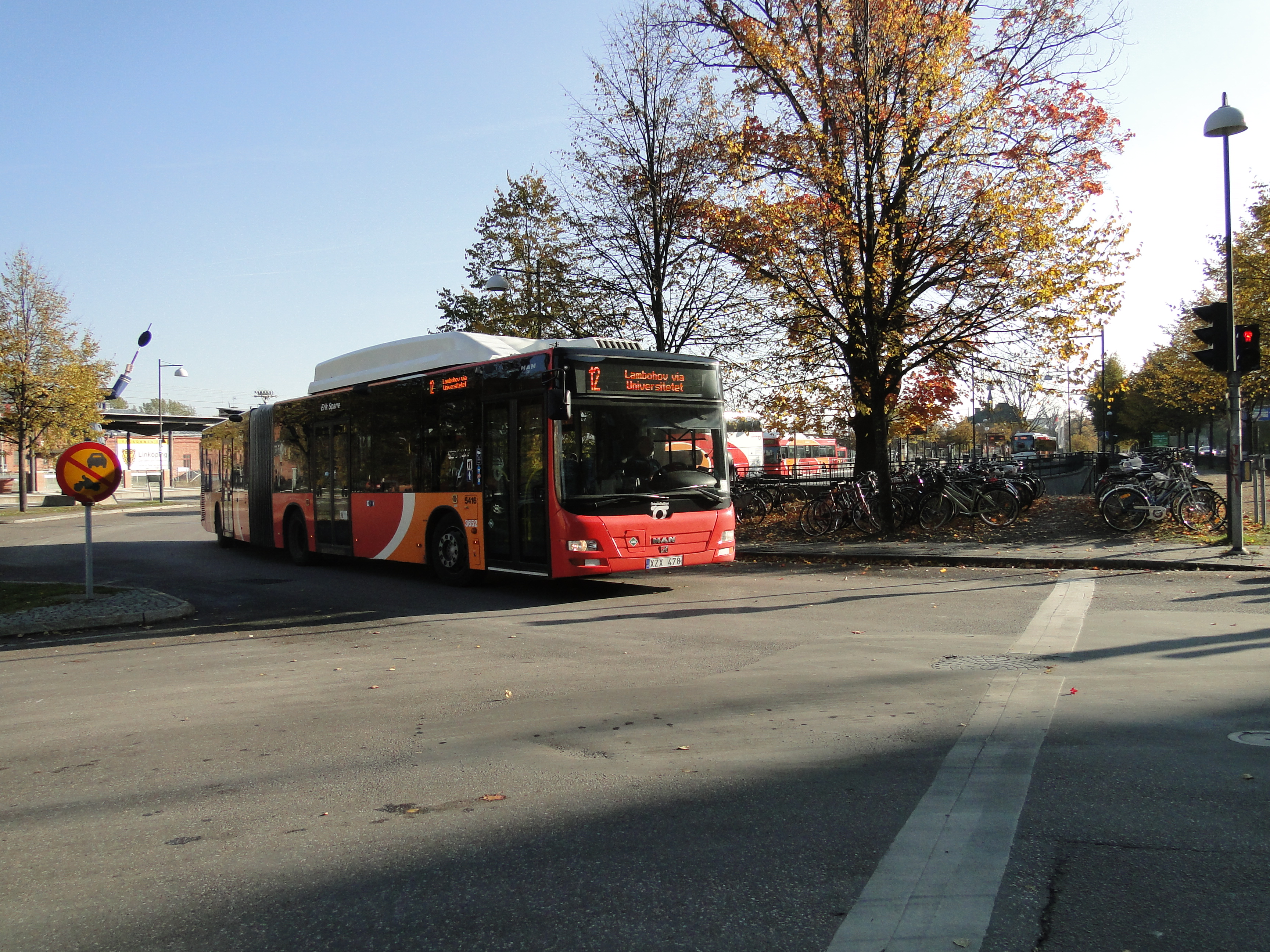
12 Lambohov via Universitetet vid Linköpings Resecentrum

Linköpings stadsbusstrafik består av 6 stomlinjer, 9 lokallinjer och 4 pendlingslinjer. Utöver detta finns totalt 7 service-, företags- och skollinjer. Bussflottan opereras av Nobina och består av Scania Citywide (ledbuss), Scania Citywide Suburban samt BYD K11U. De 17 bussarna från BYD drivs på el, medan övriga bussar körs på biogas. Huvudman för trafiken är Östgötatrafiken.

## Nuvarande linjenät[1]

### Stomlinjer
Dessa 6 linjer binder samman större stadsdelar såsom Skäggetorp, Ekholmen och Lambohov med Resecentrum och Innerstaden. De går minst var 12:e minut i högtrafik och aldrig mer sällan än var 30:e minut.
| Linje | Sträcka                                              | Turtäthet(högtrafik) |
| 1     | Skäggetorp - Resecentrum - Vidingsjö                 | var 10:e minut       |
| 2     | Resecentrum - US - Lambohov                          | var 12:e minut       |
| 3     | Resecentrum - Stora torget - Ryd                     | var 7-12:e minut     |
| 4     | Resecentrum - US - Vallastaden - Mjärdevi - Lambohov | var 12:e minut       |
| 5     | Skäggetorp - Tornby - Resecentrum - Ekholmen         | var 10:e minut       |
| 6     | Resecentrum - Stora torget - Malmslätt               | var 12:e minut       |

### Lokallinjer
Dessa 9 linjer binder samman mindre stadsdelar och förorter såsom Ekängen, Vidingsjö och Östra Valla med Resecentrum och Innerstaden, men kan också gå från större stadsdelar, men ta andra, mindre trafikerade, rutter. De går var 15-20:e minut i högtrafik och aldrig mer sällan än var 60:e minut förutom på natten.
| Linje | Sträcka                                                                    | Turtäthet(högtrafik) |
| 10    | Sturefors - Harvestad - Resecentrum - Ekängen                              | var 15:e minut       |
| 11    | Resecentrum - Tannefors - Johannelund                                      | var 15:e minut       |
| 12    | Resecentrum - Universitetet - Mjärdevi - Lambohov                          | var 15:e minut       |
| 13    | Tallboda - Resecentrum - Johannelund                                       | var 15:e minut       |
| 14    | Gamla Linköping - Vasastaden - Resecentrum - Centrum - Ekholmen - Hjulsbro | var 20:e minut       |
| 15    | Resecentrum - Centrum - Vistvägen - Ullstämma                              | var 15:e minut       |
| 16    | Berga C - US - Resecentrum - Saab - Hackefors - Hjulsbro - Södra Ekholmen  | var 20:e minut       |
| 17    | Resecentrum - Centrum - US - Berga - Vidingsjö - Södra Ekholmen            | var 20:e minut       |
| 18    | Resecentrum - US - Östra Valla - Gamla Linköping                           | var 20:e minut       |

### Pendlingslinjer
Dessa 4 linjer går endast några få gånger under rusningstrafik. De går mot Mjärdevi, Saab och Mjärdevi under morgonen och tillbaka till Resecentrum och Ekholmen under eftermiddagen.
| Linje | Sträcka                                                                         |
| 20    | Resecentrum - Universitetet - Mjärdevi                                          |
| 21    | Resecentrum - Saab                                                              |
| 22    | Ekholmen - Hjulsbro - Ullstämma - Berga - Garnisonen - Universitetet - Mjärdevi |

### Servicelinjer
Denna linje går en gång var 60:e minut under dagen.
| Linje | Sträcka                                                                                   |
| 26    | Resecentrum - Tornby - Skäggetorp - Ryd - Jägarvallen - Mjärdevi - Vallastaden - Lambohov |

### Företags-/Skollinjer
Dessa 6 linjer går oftast endast en eller några få turer varje dag, vissa linjer endast i en riktning, såsom linje 249 som endast går en gång i riktning mot Resecentrum under skoldagar.
| Linje | Sträcka                                                                  |
| 232   | Resecentrum - Malmen                                                     |
| 240   | Resecentrum - Länsstyrelsen (Folkungaskolan)                             |
| 241   | Jägarvallen - Länsstyrelsen - Resecentrum                                |
| 243   | Resecentrum - Anders Ljungstedts gymnasium - Linköping Arena             |
| 249   | Lambohov - Vasavägen (Berzeliusskolan, Katedralskolan m.m) - Resecentrum |
| 250   | Ryd - Jägarvallen                                                        |